# Nadine Kaadan
Nadine Kaadan (París, 1985) es una ilustradora de libros infantiles y escritora siria.

## Trayectoria
Se licenció en la Facultad de Bellas Artes de Damasco, y obtuvo un máster en Ilustración en la Universidad de Kingston, en Inglaterra. Ha publicado 15 libros,  sobre el mundo árabe. Su libro Leila answer me ganó el premio Anna Lindh (mejor libro de ficción para niños con necesidades especiales), y se utiliza para impartir cursos de lengua árabe en la Universidad de Harvard.
Es miembro del Consejo Internacional del Libro Juvenil (IBBY). Sus ilustraciones se han expuesto en la exposición BIB (Bienal de ilustración de Bratislava 2011).
Ha publicado en varios países e idiomas y su misión es defender la representación inclusiva y empoderada en los libros infantiles para que todos los niños puedan verse a sí mismos en una historia. El trabajo de Nadine con jóvenes refugiados para mitigar el trauma posconflicto ha captado la atención de la CNN y la BBC, que han emitido reportajes especiales sobre sus libros "Tomorrow" y "The Jasmine Sneeze". 

## Reconocimientos
Kaadan figuraba en la lista de las 100 Mujeres de la BBC anunciada el 23 de noviembre de 2020.